# Память об Александре Степановиче Попове
Именем А. С. Попова названы малая планета, кратер на обратной стороне Луны, музеи, учреждения образования и науки, предприятия, улицы, премии. Ему воздвигнуты памятники в Кронштадте, Санкт-Петербурге, Краснотурьинске, Перми, Екатеринбурге, Рязани, Петергофе и в других местах.

## Музеи
- Екатеринбург — Музей радио им. А. С. Попова, был открыт в 1986 году[1], размещается в доме, где Александр Попов жил у своей старшей сестры Марии, когда учился в Екатеринбургском духовном училище[2].
- Краснотурьинск — Мемориальный дом-музей А. С. Попова[1].
- Кронштадт — Мемориальный музей-кабинет изобретателя радио А. С. Попова, находится в здании бывшего Минного офицерского класса[3][1]. В этом здании в апреле 1906 года была открыта первая выставка созданных А. С. Поповым приборов[4].
- Санкт-Петербург — Мемориальный музей-квартира А. С. Попова СПбГЭТУ «ЛЭТИ»[1].
- Санкт-Петербург — Центральный музей связи имени А. С. Попова[1].

## Памятники
- Далматово, на территории названной в честь А. С. Попова школы № 2.
- Днепр, ул. Столетова.
- Екатеринбург, сквер Попова на улице Пушкина.
- Котка, Финляндия.
- Краснотурьинск.
- Кронштадт, сквер у Мемориального музея-кабинета изобретателя радио А. С. Попова.
- Москва, Аллея учёных, Воробьёвы горы, Московский государственный университет.
- Одесса, на территории Одесской национальной академии связи им. А. С. Попова[5].
- Омск, территория «Радиозавода им. А. С. Попова».
- Пермь, архитекторы: Д. Лапшин, Е. Кольцова; художник И. Дымшаков; скульптор А. Матвеев.
- Петергоф, ВВМУРЭ, главный вход.
- Петергоф, ВВМУРЭ, вход с бульвара Разведчика.
- Ростов-на-Дону, Радиочастотный Центр ЮФО.
- Рязань, у главного входа в Рязанский государственный радиотехнический университет.
- Санкт-Петербург.
- Санкт-Петербург, СПбГЭТУ «ЛЭТИ», главный вход, во дворе пятого корпуса. Скульптор М. Т. Литовченко[6].
- Саратов, ул. Садовая 7. Скульптор Е. Ф. Тимофеев.

### Памятные знаки
- Гогланд — обелиск, памятный камень и стела в честь осуществления в 1900 году А. С. Поповым первого практического сеанса радиосвязи[7].
- Кронштадт, Тулонская аллея, Яхтенная площадь — памятный камень в честь изобретения радио в 1895 году А. С. Поповым.
- Севастополь — памятный знак в честь 100-летия изобретения радио А. С. Поповым.

- Памятник А. С. Попову
в Санкт-Петербурге
- Бюст А. С. Попова у входа
в РГРУ
- Памятник А. С. Попову
в Саратове
- Памятник А. С. Попову
в Краснотурьинске
- Памятник А. С. Попову
в Котке
- Памятник А. С. Попову
в Екатеринбурге
- Знак 100 лет радио
в Севастополе

## Мемориальные доски
- Кронштадт, ул. Советская, 43 — «Здесь, в морском собрании, в 1886—1898 гг. выступал с публичными лекциями изобретатель радио А. С. Попов». 1995 год. Скульптор В. Г. Сидоренко. Мрамор, бронза.
- Кронштадт, ул. Макаровская, 1 — «Здесь, в бывшем морском техническом училище, в 1890—1901 гг. преподавал изобретатель радио А. С. Попов». 1995 год. Скульптор В. Г. Сидоренко. Мрамор, бронза.
- Кронштадт, ул. Макаровская, 1 — «Здесь, в бывшем минном офицерском классе, работал изобретатель радио А. С. Попов. 1883—1901 гг.». 1945 год. Мрамор.
- Кронштадт, ул. Макаровская, 1, беседка во дворе — «Здесь в апреле-мае 1895 г. изобретатель радио А. С. Попов проводил испытания первого в мире радиоприёмника». 1945 год. Мрамор.
- Кронштадт, ул. Урицкого, 35 — «Здесь жил в 1895—1901 гг. великий русский учёный, изобретатель радио Александр Степанович Попов». 1945 год. Мрамор.
- Кронштадт, ул. Аммермана, 31 — «Здесь жил с 1886 по 1898 гг. великий русский учёный, изобретатель радио Александр Степанович Попов». 1974 год. Мрамор.
- Санкт-Петербург, Адмиралтейский проезд, 2, в здании Высшего военно-морского инженерного училища им. Ф. Э. Дзержинского — «Великий русский учёный, изобретатель радио А. С. Попов преподавал в морском инженерном училище с 1890 по 1900 год». До 1977 года. Мрамор, бронза.
- Санкт-Петербург, набережная Макарова, 22 — в этом доме А. С. Попов жил в 1901—1902 годах. Мрамор.
- Санкт-Петербург, ул. Профессора Попова, 3 — «В этом доме жил, работал и скончался 31 декабря 1905 г. изобретатель радио А. С. Попов». В 1925 году установлена первоначально, в 1945 — возобновлена. Мрамор.
- Санкт-Петербург, ул. Профессора Попова, 5/3, в аудитории Электротехнического университета — «В этой аудитории в 1903—1905 гг. читал лекции Александр Степанович Попов». 1959 год. Архитекторы А. И. Иванов, Р. И. Геллерштейн. Мрамор.
- Санкт-Петербург, ул. Профессора Попова, Электротехнический университет — «Кабинет изобретателя радио, профессора А. С. Попова. 1901—1905 гг.». 1948 год. Мрамор.
- Санкт-Петербург, ул. Профессора Попова, 5/3, Электротехнический университет — «Изобретатель радио профессор Александр Степанович Попов в 1905 году был первым выборным директором этого института». 1947 год. Архитектор Н. И. Смирнов. Мрамор.
- Санкт-Петербург, В. О., Съездовская линия, 31/22 — «В этом доме в 1901—1902 гг. жил изобретатель радио А. С. Попов». 1947 год. Н. И. Смирнов. Мрамор.
- Санкт-Петербург, ул. Почтамтская, 7, в вестибюле Центрального музея связи им. А. С. Попова — «1945 г. Центральному музею связи присвоено имя А. С. Попова». Мрамор.
- Санкт-Петербург, В. О., во дворе Санкт-Петербургского государственного университета на здании «для игры в мяч», Университетская наб., 7 — «Здесь 24 (12) марта 1896 года была отправлена первая в мире радиограмма на приборе, изобретённом А. С. Поповым»[* 1]. 1961 год. Мрамор.
- Санкт-Петербург, В. О., во дворе Санкт-Петербургского государственного университета на здании «Русского физико-химического общества», Университетская наб., 7. — «Здесь 24 (12) марта 1896 года была принята А. С. Поповым на изобретенном им приборе первая радиограмма»[* 1]. 1961 год. Мрамор.
- При поддержке Международного союза электросвязи в Женеве c 5-го по 9 октября 2009 года была проведена Всемирная выставка «Мир телекоммуникаций — 2009» (англ. ITU Telecom World 2009). Среди её мероприятий было открытие памятной доски А. С. Попову в центре управления мировыми коммуникациями[9].

## Марки
В разных странах продвигают и популяризируют своих учёных, внёсших вклад в создание радиосвязи. Почтовые марки были одним из самых популярных средств рекламы в XX веке. Вместе с тем они позволяют понять, как в разные времена освещалось это событие, какие неточности и ошибки были допущены на почтовых марках.
Марки с портретом А. С. Попова, а также посвящённые изобретению радиосвязи:
- Почтовая марка без перфорации,
1925 год
- Почтовая марка с перфорацией,
1925 год
- Непочтовая марка СССР Фонд НКПТ по радиовещанию с портретом Попова, 25 руб.
- Почтовая марка СССР, Попов у первого в мире радиоприёмника,
1945 год, 30 коп.
- Почтовая марка СССР, Попов у первого в мире радиоприёмника,
1945 год, 60 коп.
- Почтовая марка СССР,
1945 год, 1 руб.
- Почтовая марка СССР,
1949 год, 40 коп.
- Почтовая марка СССР,
1949 год, 50 коп.
- Почтовая марка СССР,
1949 год, 1 руб.
- Почтовая марка СССР: 60-летие изобретения радиотелеграфа с изображением Попова, 1955 год
- Почтовая марка СССР: 60-летие изобретения радиотелеграфа с изображением Попова, 1955 год
- Почтовая марка СССР,
1959 год, 40 коп.
- Почтовая марка СССР,
1959 год, 60 коп.
- Фрагмент почтового блока СССР «К 70-летию изобретения радио Поповым», 1965 год
- Марка СССР «130-летие со дня рождения А.С.Попова» по картине Н. А. Сысоева, 1989 год
- Почтовая марка России, 100-летие изобретения радио, 1995 год
- Почтовый блок России: 150 лет
со дня рождения А. С. Попова,
2009 год
- Почтовая марка Украины, посвящённая А. С. Попову,
2005 год

А. С. Попов также изображён на почтовых марках Болгарии 1951 года (2 марки) и 1960 года, Венгрии 1947 года.

## Почтовые конверты и карточки
- Почтовый конверт СССР,
1959 год
- Почтовый конверт СССР,
1983 год
- Почтовый конверт, Россия,
2006 год
- Почтовая карточка, Россия,
2009 год
- Почтовая карточка, Россия,
2009 год

## Топонимика
- Лайково-Попово — деревня в Удомельском районе Тверской области.
- Рязань — городская площадь названа в честь А. С. Попова.
- Санкт-Петербург (Каменноостровский пр., 39—41) — сквер Профессора Попова[11].
- Ледник Попова на Новой Земле, назван экспедицией Г. Я. Седова в 1913 году)[12].

### Улицы
Улицы, названные именем Попова, в городах, где прошли его детские и юношеские годы, годы учёбы в университете, а затем преподавательская, научно-исследовательская и общественная деятельность:
- Краснотурьинск (1859—1869)
- Далматово (1869—1871)
- Екатеринбург (1871—1873)
- Пермь (1873—1877)
- Санкт-Петербург (1877—1883, 1901—1906)
- Кронштадт (1883—1901)

- Архангельск
- Барнаул
- Великий Новгород
- Дзержинск
- Днепродзержинск
- Дубна
- Запорожье
- Иркутск
- Казань
- Каменск-Уральский
- Карпинск
- Комсомольск-на-Амуре
- Красноярск
- Кратово
- Курган
- Курск
- Магадан
- Мариуполь
- Миасс
- Минск[13]
- Москва
- Омск
- Оренбург
- Пенза
- Петропавловске
- Ростов-на-Дону[14]
- Рязань
- Смоленск[15]
- Троицк
- Тюмень
- Удомля
- Уссурийск
- Челябинск
- Шебекино

## Учреждения образования и науки, общества
- Военно-морской институт радиоэлектроники им. А. С. Попова
- Далматовская средняя общеобразовательная школа № 2 им. А. С. Попова (Далматово)
- Институт радиовещательного приёма и акустики им. А. С. Попова
- Одесская национальная академия связи имени А. С. Попова[16]
- Пермский радиотехнический колледж им. А. С. Попова[17]
- Российское научно-техническое общество радиотехники, электроники и связи имени А. С. Попова
- Удомельская средняя общеобразовательная школа № 1 им. А. С. Попова[18]
- Уральский радиотехнический колледж им. А. С. Попова (Екатеринбург)[19]

## Предприятия
- Завод аппаратуры связи имени А. С. Попова
- Омское производственное объединение «Радиозавод им. А. С. Попова»
- Рижский радиозавод имени А. С. Попова «Радиотехника»[20]

## Прочее
- Премия имени изобретателя беспроволочного телеграфа Александра Степановича Попова, учреждённая в 1906 году и выдаваемая «за лучшие оригинальные исследования и изобретения по электричеству и его применениям»[21][* 2]. Премия вручалась до 1919 года. Впоследствии существовал ещё ряд премий, названных именем Попова.
- Премия имени А.С. Попова в области электро- и радиотехники, электроники и информационных технологий Санкт-Петербургского научного центра Российской академии наук. Вручается с 2007 года[23].
- Золотая медаль имени А. С. Попова, учреждённая Академией наук СССР в 1945 году[21].
- Фильм «Александр Попов» (1949).
- Юбилейная монета номиналом 1 рубль, посвящённая А. С. Попову, выпущена в 1984 году[24].
- Малая планета[4].
- Кратер Попов, Луна[4], обратная сторона, экваториальная область.
- Памятная доска около входа в мемориальную лабораторию Мемориального музея А. С. Попова СПбГЭТУ «ЛЭТИ» в честь демонстрации 7 мая 1895 года возможности передачи и приёма сигналов посредством электромагнитных волн. Открыта в 2005 году в рамках Международной программы «Milestones», реализуемой Историческим центром Института инженеров электротехники и электроники[25][26].